# Ханойский оперный театр
Ханойский оперный театр (вьет. Nhà hát lớn Hà Nội) — оперный театр в центре Ханоя, столице Вьетнама. Был построен на улице Поля Бера в 1901—1911 годах во времена господства французской колониальной администрации.

## История
Строительство Ханойского театра началось вскоре после открытия в 1897 году оперного театра в Сайгоне. Образцом для театрального здания послужил парижский театр Гранд-Опера (1875), построенный архитектором Шарлем Гарнье. Авторы проекта Броер, В. Харли и Франсуа Лагискье перенесли идеи Гарнье в Индокитай в несколько упрощённом, схематичном и более экономном виде.
- План оперы,
- в профиль,
- фасад

На участке, выбранном для здания, находился пруд, прилегавший к городским воротам. Строители столкнулись со множеством трудностей, поскольку фундамент приходилось ставить на зыбкой почве. Перед закладкой фундамента толщиной почти в 1 метр пришлось осушать пруд и устанавливать 30 тысяч бамбуковых стоек. Общие расходы на возведение театра составили 2 миллиона франков.
После своего открытия 9 декабря 1911 года Ханойская опера стала одной из архитектурных достопримечательностей города. Интерьер театра украсили зеркала, хрустальные люстры и мраморная парадная лестница. Здесь выступали гастролирующие артисты, исполнявшие французский и итальянский оперный репертуар для французской аудитории.
С окончанием колониального периода театр стал ареной для политических событий, во время борьбы за независимость рядом с ним проходили уличные бои.
С установлением Вьетнамской республики здание стало использоваться для постановок пьес и музыкальных произведений вьетнамских авторов. Первой постановкой академической оперы силами вьетнамской труппы стала премьера «Евгения Онегина» П. И. Чайковского, подготовленная в 1960 году в рамках советско-вьетнамского культурного сотрудничества. В качестве исполнителя главной партии русский педагог по вокалу выбрал вьетнамского певца Куи Зыонга.
Среди премьер, состоявшихся в театре — оперы Cô Sao (1965), Người tạc tượng (1971) и Nguyễn Trãi (1980) композитора До Нюана, произведения Лыу Хыу Фыока и хоровые произведения кинокомпозитора Данг Хыу Фука, а также произведения ученика Оливье Мессиана Нгуен Тхьен Дао.
В 1997 году была проведена реставрация и модернизация театра.
Главный зал рассчитан на 600 человек, площадь театрального фойе составляет 1500 м². В здании также есть два конференц-зала вместимостью 100 и 200 человек и два внутренних двора по 4000 м² каждый.

## Труппа
Солистка театра, выпускница Консерватории им. Чайковского певица Ле Зунг, в 1993 году стала самой молодой народной артисткой Вьетнама.
Балетная труппа Ханойского театра осуществляет постановки как классических спектаклей, таких как «Лебединое озеро», так и современных танцевальных работ вьетнамских хореографов.
Кроме собственного оркестра, в театре выступают Национальный симфонический оркестр и Ханойский филармонический оркестр Национальная академия музыки.